# 北京大学深圳研究生院
北京大学深圳研究生院（英語：Peking University Shenzhen Graduate School），是2001年北京大学与深圳市政府共建的一所研究生院，与清华大学深圳国际研究生院和哈尔滨工业大学（深圳）共同位于深圳大学城内，现任院长为张锦院士。

## 历史

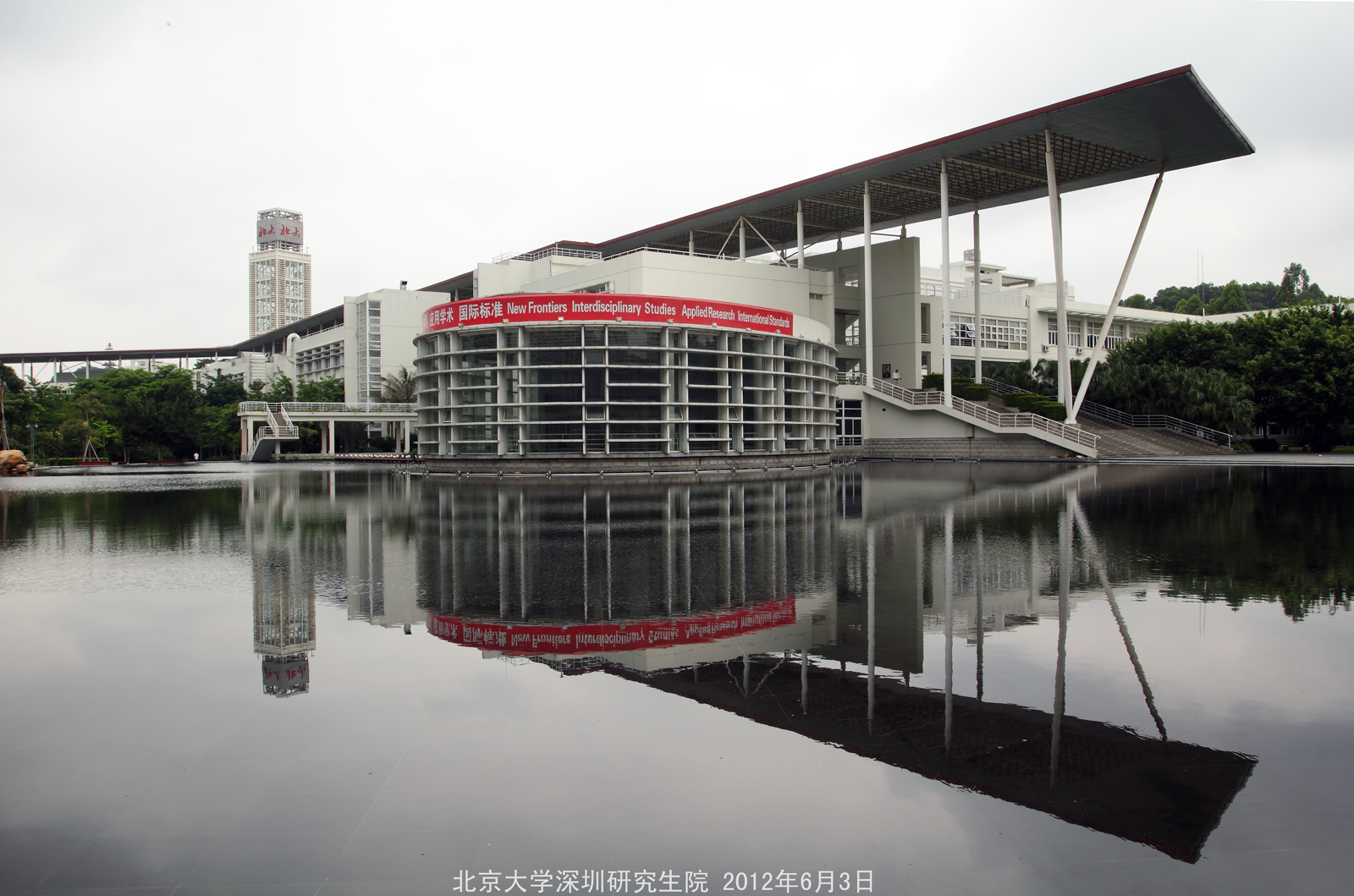
北京大学深圳研究生院的镜湖

- 2001年，1月，北京大学与深圳市政府签署合作办学协议，共同建设北京大学深圳研究生院[1]。
- 2002年，5月，与北京大学校本部共建商学院、文法学院、生物技术与医学院、信息工程学院、环境与城市学院等五个学院；9月，首届研究生入学。
- 2003年，9月，北京大学深圳研究生院入驻深圳大学城。
- 2008年，8月，香港上海汇丰银行向北京大学捐献1.5亿元人民币，将北京大学深圳商学院冠名为北京大学汇丰商学院[2]；10月，创建国际法学院[3]。
- 2016年，8月，北京大学与深圳市政府签署备忘录，决定以北京大学深圳研究生院为基础，共建北京大学深圳校区。[4]
- 2019年，4月，依托北京大学深圳研究生院建设的深圳湾实验室揭牌成立[5]。
- 2021年，10月，纳入广东省高水平大学重点学科建设序列。
- 2023年，12月，新兴交叉学科教学与科研大楼（一期）项目开工建设。
- 2025年，4月，成立科学智能学院。

## 学术机构

北京大学汇丰商学院

北京大学深圳研究生院是一所研究生教育机构，由8个学院和30个研究实验室组成，学院分别为：
- 信息工程学院
- 化学生物学与生物技术学院
- 环境与能源学院
- 城市规划与设计学院
- 新材料学院
- 科学智能学院
- 汇丰商学院
- 国际法学院
- 人文社会科学学院

## 历任院长
截至2023年2月，北京大学深圳研究生院共有8任院长，除第六任院长吴云东外，均由北京大学副校长兼任。
1. 2001年9月－2002年8月：陈章良
2. 2002年8月－2005年11月：林建华
3. 2005年11月－2008年7月：林钧敬
4. 2008年7月－2013年11月：海闻
5. 2013年11月－2015年1月：陈十一
6. 2016年3月－2019年3月：吴云东
7. 2019年3月－2021年11月：詹启敏
8. 2021年11月－：张锦

## 交通

#### 深圳地铁
- █7号线：北大站